# Ankisatra Tsimiro Airport
Ankisatra Tsimiro Airport är en flygplats i Madagaskar. Den ligger i den centrala delen av landet, 270 km väster om huvudstaden Antananarivo. Ankisatra Tsimiro Airport ligger 233 meter över havet.
Terrängen runt Ankisatra Tsimiro Airport är platt, och sluttar österut. Runt Ankisatra Tsimiro Airport är det mycket glesbefolkat, med 3 invånare per kvadratkilometer. Omgivningarna runt Ankisatra Tsimiro Airport är huvudsakligen savann.